# Абу-ль-Касим аш-Шабби

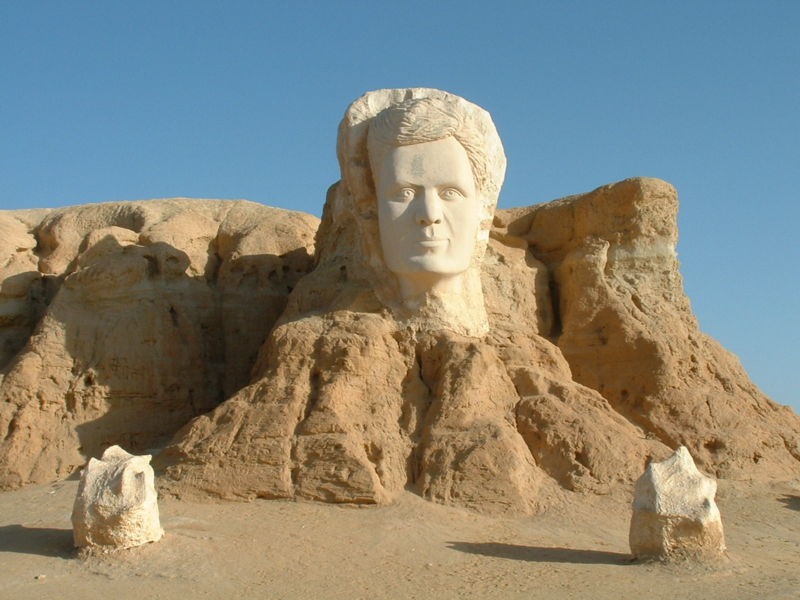
Памятник аш-Шабби в Таузаре

Абу́ль-Ка́сим аш-Ша́бби (Абу эль-Касем Шебби, араб. أبو القاسم الشابي‎, фр. Abou el Kacem Chebbi; 24 февраля 1909, деревня Шаббия, вблизи Таузара — 9 октября 1934, Тунис) — тунисский поэт, один из классиков литературы современного Туниса. Входит в число первых романтиков арабской поэзии. Самую большую известность получил благодаря сочинению двух последних стихов Тунисского гимна (Хумат аль-Хима — «Защитники Отечества»), первоначально написанного египетским поэтом Мустафой Садиком ар-Рафии.

## Биография
Аш-Шабби родился в семье мусульманского судьи (кади) и через отца перенял идеи Мухаммада Абдо и прочих исламских реформаторов. В 20-х годах прошлого столетия учился в духовном училище Зейтуна (г. Тунис), в 1930 году окончил Тунисскую школу права.
Абуль-Касим аш-Шабби начал печататься с 1926 года. В своих произведениях аш-Шабби противопоставлял французский романтизм, с которым он познакомился посредством переводов Альфреда де Мюссе, Альфонса де Ламартина и Теофиля Готье, как «поэзию чувства» и традиции классической арабской поэзии, которые он знал в совершенстве. В 1929 году в публичной лекции «Поэтическое воображение у арабов», он в резкой форме выступил против традиционализма, в котором видел изоляцию арабской литературы от жизни и мировой литературы. Также предметом его критики и анализа стало классическое арабское наследие.
Аш-Шабби умер после продолжительного периода сердечных заболеваний 9 октября 1934 года в больнице города Тунис.

## Семья
Аш-Шабби женился в 1930 году и впоследствии имел двух сыновей: Мухаммада Садока, который затем стал полковником тунисской армии, и Джалала, который стал инженером.

## Сочинения
- «Иля тугат аль-алам»[англ.] («К тиранам мира»)
- «Агани аль-хаят» («Песни жизни»)
- «Музакират» («Воспоминания»)
- «Расаиль» («Послания»)
- «Садики» (коллекция семинаров для Ассоциации выпускников колледжа; вызвало немало споров среди консервативно настроенных литераторов)

Поэма аш-Шабби «К тиранам мира» стала лозунгом тунисских и египетских демонстраций в 2011 году.